# NGC 1570
NGC 1570 = NGC 1571 ist eine elliptische Galaxie vom Hubble-Typ E2 im Sternbild Caelum am Südsternhimmel. Sie ist schätzungsweise 191 Millionen Lichtjahre von der Milchstraße entfernt und hat einen Durchmesser von etwa 185.000 Lichtjahren.
Das Objekt wurde am 4. Dezember 1836 von John Herschel entdeckt.